# Altenau-Schulenberg im Oberharz
Altenau-Schulenberg im Oberharz – dzielnica uzdrowiskowa miasta Clausthal-Zellerfeld w Niemczech, w kraju związkowym Dolna Saksonia, w powiecie Goslar. Powstała 1 stycznia 2015 z połączenia miasta Altenau z gminą Schulenberg im Oberharz.